# 堕落の国のアンジー 〜狂界の牝奴隷達〜
『堕落の国のアンジー 〜狂界の牝奴隷達〜』（だらくのくにのアンジー きょうかいのめすどれいたち）は1997年7月25日にPILより発売された18禁SMロールプレイングアドベンチャーゲーム。PC-9800シリーズ版とWindows 95専用版がある。

## 概要
ストーンヘッズのSM専門レーベルPILの意欲作。同封の説明書には変態系スカトロお笑いSMゲームと書かれていた。従来の対話式美少女ゲームのシステムに加えてロールプレイングゲーム（以下RPG）の要素を加え、マップ移動を加えている。移動途中にはランダムで「敵」が出現し、SMプレイを行なうことで撃退できる。それにより「変態経験値」「スカトロ耐久値」などのポイントが上がり、レベルが上がるとシナリオが進み、イベントごとにマップ上に移動可能な箇所が増えていくようになるシステム。
RPG要素を加えたことで、プレイ時間が長くなったが雰囲気は非常に明るく作られており、随所にちりばめられたパロディー要素は飽きさせないように工夫されている。反面SMのもつおどろおどろしさや淫靡な要素は薄れてしまった。SMプレイにおいてもスカトロ要素が強く、ユーザーを選ぶゲームであった。制作総指揮の田所広成が版権を所持しているため、同社のSM3800シリーズに入れられることなく生産停止となっている。
タイトルは『不思議の国のアリス』のパロディで、バニーを追いかけて穴に落ち（ウサギの穴）、デカダンスランドにたどり着くというストーリーの導入にも表れている。

## ストーリー
アンジーこと桜井杏樹は、いつも面白いことを探している女の子。友人のルビーこと桃井萌と常に一緒で、夜の街を徘徊している。そんなある日、全身をラバースーツで包みセーラー服の上と生ゴムのオムツを着て巨根の張り型を付けた「バニー」が現われた。好奇心をくすぐられたアンジーはルビーを連れて「バニー」を追いかける。そして「バニー」が飛び込んだ店は、なんと変態の国、デカダンスランドに続いていた。道を歩くだけで、「いじめてぇ」と迫ってくるマゾ猫や、二人の小便を飲ませてもらおうとする美男子などと出会ってしまう。もとの世界に戻るにはこの国の女王に気に入られなければならない。かくしてアンジーとルビーの変態修行が始まるのだった。

## 登場人物

### 人間キャラ
アンジー / 桜井杏樹（さくらい あんじゅ）
主人公でありプレイヤーキャラクター。ホットパンツにオーバーサイズのブラウス、ベレー帽をかぶった少女。わがままな性格で常に面白いことを探している。肩より長い金髪をなびかせて、すこしつり眼ぎみのきりっとした顔立ちで、美少女と言っても差し支えは無く、自身も自分が「高めの女」であると思っている。脚が少し太いことを気にしている。非処女。デカダンスランドに迷い込みさまざまな変態行為を経験した後にどうなるかはプレイヤー次第である。
ルビー / 桃井萌（ももい もえ）
アンジーの友人というか、下僕。優柔不断で決断力が無い。アンジーに強く言われると逆らえないためについつい行動をともにする。眼鏡をかけて茶髪をツインテールにしており、アンジーのナンパにつき合わされ、初体験が4Pという悲惨な経験をする。それでもアンジーとは一緒にいるという少女。たれ眼気味で幼児体型を気にしている。アンジーとともにデカダンスランドに迷い込む。

### デカダンスランドの住人
マリアQ
デカダンスランドの病院に勤める看護師。世話好きで旅人の面倒も良く見るが、脇毛や陰毛など他人の体毛を剃らずにはいられない剃毛マニアの困った性癖の女性。剃った後の場所の匂いをかいだり、舐めたりすることもある。赤いロングヘアを頭の上で縛っており、いつも舌を左右どちらかにペロッと出している事が多い。決め台詞は「Q～Q～Q～、マリアーQ!」。
ドクトル・チーズ
ぐるぐる眼鏡に伸び放題の髪、白衣にオムツといういでたちの変人博士。女性。妖しい研究にのめりこみ、オナニーマシンやセックストレーニングマシンなどを作っている。頼まれると断れない性格だが、研究第一の人。トイレや風呂に行く間も惜しんで研究しているので、体は強烈な悪臭を放ち、オムツはつねに満タンで垂れ下がっているほど。喋るとき、語尾を伸ばす癖がある。とある理由でスコットとは因縁がある。
サマンサ
デカダンスランドで道具屋を営む太目で金髪の女性。道具屋といっても変態の国なので変態グッズばかりであるが、「きちんとしたもの」らしい。常に下着姿。アンジーとルビーの黄金水までも入手して販売している。
カメブー
変態の国の名カメラマンでありカメラ小僧。太目の体型に豚の耳と尻尾が生えており、白ブリーフのみを着ている。「ラブラブ萌え萌え」とやたら口にしたり、寺山修司をパクッたりするなど、サブカル好きのオタクな性格。お漏らしなど、ねちっこくマニアックな構図の写真を撮らせてやることで、デカダンスランドの通貨、PILがもらえる。
ミウミウ
序盤から登場するマゾ猫。人型をしており常に拘束具を身に付けている、巨乳の猫耳少女。叩いて欲しがったり、お尻や性器を指や道具でいじめて欲しがったりする。スカトロ・排泄行為は苦手。しっぽにはニードリングを施されている。
キム・タック
序盤から登場する美男子。細身でジャニーズ系っぽいイケメン。可愛い女の子のおしっこを飲むのが大好き。
ウン・コック
キム・タックの双子の兄。見た目はほぼ同じだが金髪。可愛い女の子のうんこを食べるのが大好き。兄弟仲は余り良くなく、互いに「あんな変態的な性癖は理解できない」と罵倒しあっている。
サンシャインボーイ
乳首にヒマワリのニップレスを貼った、西洋風・ハリウッド男優風のイケメン。巨根で常に放尿しており、人に飲尿させるのが大好き。
マラオとイジール
ダンジョンなどにいるマリオブラザーズそっくりの双子のマッチョマン。女とみたらとりあえず押し倒す。3P好き。「ムッキムッキ!」が口癖。名前の由来は「マラを弄る」及び「マリオとルイージ」のパロディから。
ゴールデン筋肉
全身金色のマッチョマン。巨大で長い生殖器が2本ある。攻略すると大量のPILが貰える。
マンピー
茶会を開いている脳天気な女性。バイブ型の角の生えた被り物をかぶり、ユニオンジャックと星条旗がプリントされたブラジャーと花が開いたようなスカートという派手な服装。交友関係は広く、色んな情報を持っている。精液とバイブが大好き。時々デカダンスランドをうろついており、バイブを貸すとアイテムをくれたり、能力値を上げてくれたりする。
スカッピー
マンピーの茶会に同席しているウサギ。本業は新聞記者。「〜でげすよ!」が口癖。浣腸中毒であり、人を見ると浣腸せずにはいられない。
キリ
デカダンスランドで唯一ノーマルな性癖を持つ少女。変態に抵抗感を持つ自分はおかしいのではないかと思わされ、悩んでいる。幼児体型のため、ロリコンの餌食になる事もある。
アマリリス
王家に仕えるからくり人形。脳を抜き取られているため登場時は動かない。キリの親友。中の脳が入れ替わる事でロリコン、スパンキングマニアなど性格が著しく変わるが、本来の性格はまとも。
サキ
「飼育の館」の女主人。『SEEK』からのスピンオフ出演。有料で様々なトレーニングが行なえる。
アナルファッカー
凶暴な性格の男。人を見ると襲いかかりアナルセックスをする。
鬼三・鬼六・鬼八
サングラスをかけた、作務衣姿の男性。鞭、蝋燭、縄を手にし、襲いかかってくる。モデルは団鬼六。
スコット・フェラジルルド3世
デカダンスランドの王。婿養子で実権はゼルダにあるため、暇なことを活かして渡し舟の船長などもやり、「海の男」を気取っている。極度のロリコンで、貧乳とパイパンが大好き。一見美男子だがとある秘密がある。
ゼルダ・フェラジルルド
デカダンスランドの女王。逆立つ髪にボンデージルックという女王には見えない女王。精子を満たしたプールで泳ぐなど型破りな性格だが、アンジーとルビーを元の世界へ戻す協力をする。
変態大王
ラスボス。だらしなく垂れ下がった巨大な陰嚢を持つ小汚いオヤジ。とあるアイテムが無いと倒せない。

## スタッフ
- 制作総指揮：田所広成
- シナリオ/ゲームデザイン：南泌流夫
- 原画/キャラクターデザイン：COMA
- 原画:さくらめーる
- システム監修：荒縄猫太

## 関連作品
SEEK 〜地下室の牝奴隷達〜
1994年8月30日発売。牝奴隷を調教する館の管理人兼調教師として矢沢沙紀という女性が登場する。